# Cmentarz karaimski w Wilnie
Cmentarz karaimski i tatarski w Wilnie – (lit. Karaimų ir totorių kapinės) nekropolia karaimska znajdująca się w Wilnie w dzielnicy Lipówka przy ul. Žirnių. Cęść karaimska oddzielona jest od tatarskiej nasypem, jednak całość stanowi jeden obszar administracyjny Wilna. Cmentarz został założony w 1904 r. 
Na cmentarzu chowani byli i są Karaimi pochodzący z Wileńszczyzny. Został tu pochowany m.in. hachan Hadżi Seraja Szapszał. 
Inskrypcje na nagrobkach występują w języku hebrajskim, a także w języku polskim, karaimskim, rosyjskim i litewskim. 